# Albertshofen

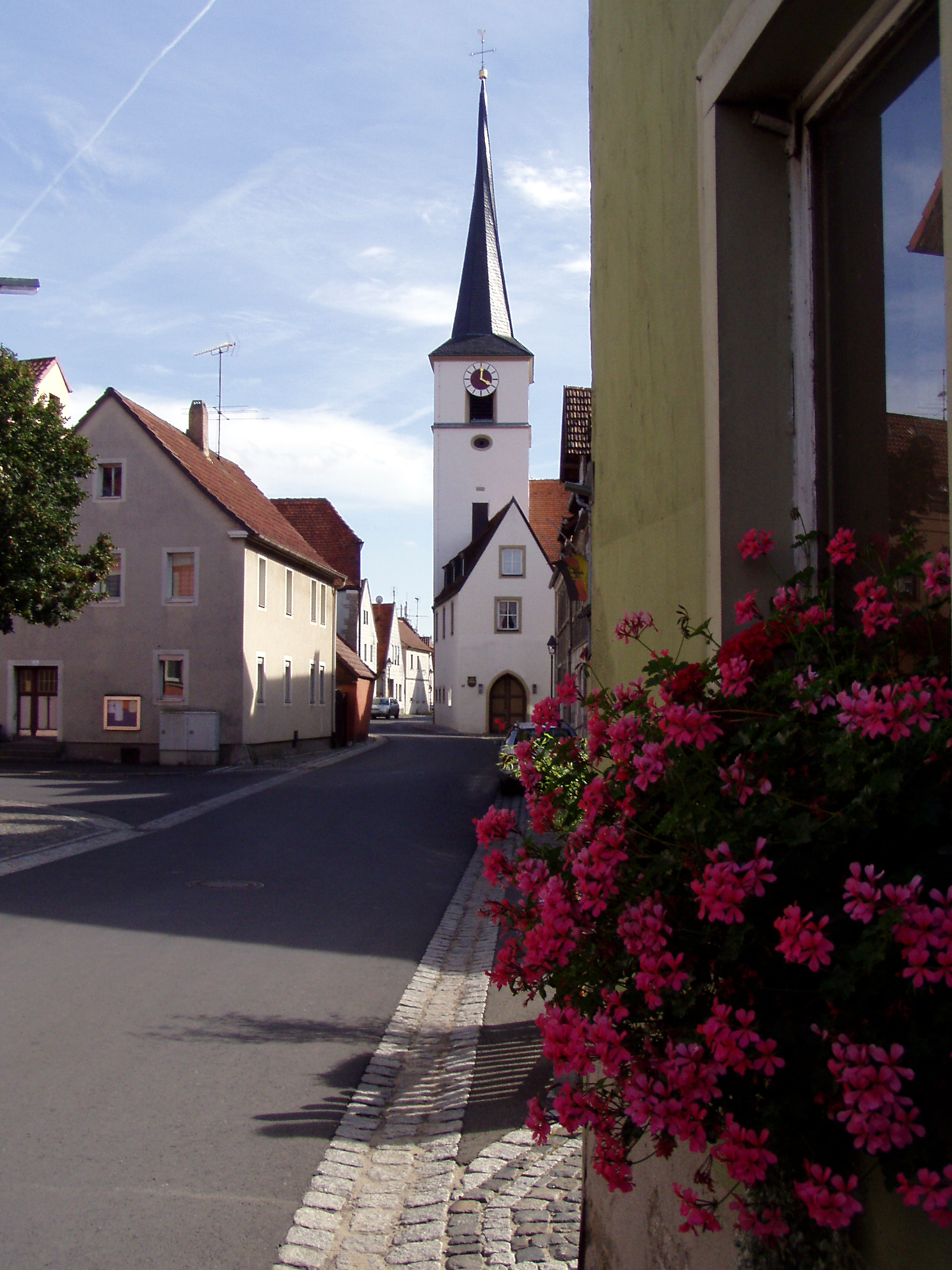
Evangelische Pfarrkirche St.Nikolaus

Albertshofen ist eine Gemeinde im unterfränkischen Landkreis Kitzingen und ein Mitglied der Verwaltungsgemeinschaft Kitzingen. Es gibt nur den Gemeindeteil Albertshofen.

## Geografie

### Geografische Lage
Die Gemeinde liegt am Main und ist mit der Nachbargemeinde Mainstockheim durch eine Fähre verbunden.

### Nachbargemeinden
Nachbargemeinden sind (von Süden beginnend im Uhrzeigersinn): Kitzingen, Mainstockheim, Mainsondheim und Dettelbach.

### Naturräumliche Lage
Albertshofen und deren Gemarkung liegt in zwei Naturräumen. Der Osten mit den ausgedehnten Ackerflächen ist Teil des Albertshofener Flugsandgebiets, während im Westen am Main das wesentlich niederschlagsärmere Kitzinger Maintal beginnt.

### Schutzgebiete
Der im Westen von Albertshofen verlaufende Main wird von den Naturschutzbehörden als Fauna-Flora-Habitat „Mainaue zwischen Grafenrheinfeld und Kitzingen“ unter Schutz gestellt. Im Osten, allerdings nicht in der Gemarkung des Ortes, liegt der sogenannte Klosterforst als Vogelschutzgebiet im südlichen Steigerwaldvorland. Ein Naturdenkmal, die alte Dorflinde vor dem Anwesen Reuß in der Ortsmitte hat sich nicht mehr erhalten.

## Geschichte
Albertshofen wurde als Alburgeshouen in einer Lehensgabe Gottfrieds von Hohenlohe an Otto Fuchs und seinen Bruder Konrad aus dem Jahr 1317 erstmals erwähnt.
Der Ort war früher zweigeteilt. Das kleinere Unterdorf gehörte dem Kitzinger Spital. Besitzer des größeren Oberdorfes waren die jeweiligen Schlossbesitzer von Mainsondheim, bis 1592 die Herren von Crailsheim, bis 1727 die Familie Fuchs von Dornheim und seit 1727 die Freiherren von Mauchenheim, genannt Bechtolsheim.
Das Amt des Hochstiftes Würzburg/Spital Kitzingen fiel 1803 (Reichsdeputationshauptschluss) an Bayern und musste 1805 im Frieden von Pressburg Erzherzog Ferdinand von Toskana zur Bildung des Großherzogtums Würzburg überlassen werden. Die hiesigen Besitzungen der Freiherren von Bechtolsheim wurden 1806 mediatisiert. Im Zuge der Verwaltungsreformen im Königreich Bayern entstand mit dem Gemeindeedikt von 1818 die heutige Gemeinde.
Der Ort entwickelte sich im 19. Jahrhundert von einer Weinbaugemeinde über den Obstanbau hin zu einem bedeutenden Gemüseanbaugebiet. Vor einigen Jahren wurde der Weinbau mit 16 Hektar Albertshöfer Herrgottsweg wiederbelebt.
1996 wurde der erste Bürgerentscheid Bayerns in Albertshofen durchgeführt. Thema war der geplante Bau einer Brücke nach Mainstockheim. Dieses Bauvorhaben wurde schließlich mit einer Mehrheit von 10 Stimmen abgelehnt.

### Einwohnerentwicklung
Im Zeitraum 1988 bis 2018 stieg die Einwohnerzahl von 1816 auf 2315 um 499 Einwohner bzw. um 27,5 %.  
Quelle: BayLfStat

## Politik

### Gemeinderat
Der Gemeinderat hat 16 Mitglieder. Die Kommunalwahl am 15. März 2020 erbrachten folgendes Ergebnis:
| Parteien und Wählergemeinschaften | % 2020 | Sitze 2020 |
| --------------------------------- | ------ | ---------- |
| CSU                               | 41,9   | 6          |
| Albertshöfer Bürger Liste         | 39,2   | 5          |
| SPD                               | 18,8   | 5          |
| Gesamt                            | 100,0  | 16         |
| Wahlbeteiligung in %              | 64,1   | 64,1       |

### Bürgermeister
Seit 1. Mai 2008 ist Horst Reuther (CSU) Erster Bürgermeister. Dieser wurde 2014 mit 62,0 % und am 15. März 2020 für jeweils weitere sechs Jahre gewählt. Vorgängerin war Heidi Reitmeier (SPD).

### Wappen
| Wappen von Albertshofen | Blasonierung: „Durch einen schräglinken silbernen Wellenbalken geteilt von Schwarz und Rot; vorne zwei silberne Balken, hinten drei eins zu zwei gestellte silberne Kugeln.“ |
| Wappen von Albertshofen | Wappenbegründung: Im Wappen der erstmals 1317 urkundlich genannten Gemeinde weisen die drei silbernen Kugeln auf den Heiligen Nikolaus hin. Sie sind seine Kennzeichen. Die Kirche von Alberthofen ist ihm geweiht. Der Ort war im Mittelalter geteilt. Die Herrschaft über den kleineren Gemeindeteil übte das Kitzinger Spital aus. Der größere Teil unterstand den jeweiligen Schlossbesitzern. Ab 1727 waren dies die Freiherrn von Meuchenheim genannt Bechtoldsheim. Ihr Stammwappen sind zwei silbernen Balken in schwarzem Feld. Diese Attribute wurden in das heutige Wappen übernommen. Die Lage der Gemeinde am Main wird durch den silbernen Wellenbalken dargestellt. Silber und Rot, die Farben im Wappen, sind die Farben Frankens. Das Wappen wurde vom Innenministerium am 30. Januar 1969 verliehen. |

### Fahne
Die Gemeinde Albertshofen führt eine eigene Fahne. Sie ist in den Farben Rot-Weiß gehalten.

## Kultur und Sehenswürdigkeiten

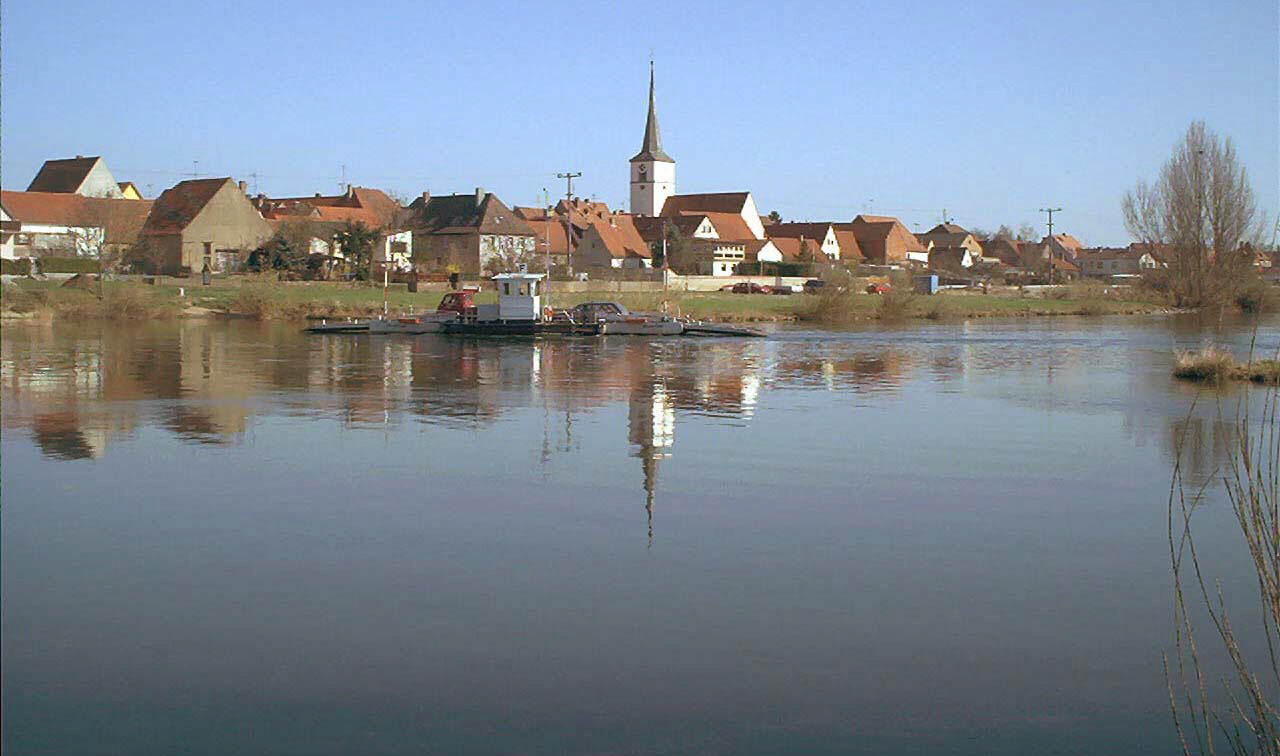
Die Mainfähre zwischen Albertshofen und Mainstockheim

Mit der Nachbargemeinde Mainstockheim ist der Ort durch eine Mainfähre verbunden. Diese Mainüberquerung wird vor allem von Fußgängern und Radlern gerne benutzt. Sie ist jedoch auch für PKW, LKW und landwirtschaftliche Zugmaschinen zugelassen. Die evangelische Pfarrkirche bildet den Mittelpunkt des Dorfes. Sie entstand in ihrer heutigen Form im 17. Jahrhundert.
Der Höhepunkt im Dorfleben ist im November die weithin bekannte Höpper Kerm mit dem traditionellen Wasenziehen und Göikerschlagen.
Der Ort verfügt über die größte zusammenhängende Feldberegnungsanlage auf 380 Hektar in Bayern. Das Wasser hierfür wird, wie auch die Trinkwasserversorgung, nicht von der Gemeinde selbst gefördert und bereitgestellt, sondern vom Wasserbeschaffungsverband. Diese Körperschaft des öffentlichen Rechts rechnet auch mit den Nutzern und Haushalten ab und sorgt für die konstante Wasserqualität.
Seit 1986 findet Ende August ein alljährliches Weinfest statt.

### Sage
Die Bewohner des Dorfes feierten in einem Jahr eine große Zwetschgenernte. Die Bäume hingen so voll, dass sie gestützt werden mussten. Lediglich ein einziger Albertshöfer Bauer hatte kein Glück mit seinen Bäumen und fuhr eine schlechte Ernte ein. Er reagierte darauf voller Neid auf seine Nachbarn und schimpfte mit gotteslästerlichen Worten. Als er die wenigen Zwetschgen an einem Samstag dennoch abzuleeren versuchte, stürzte er vom Baum und brach sich das Genick. In den folgenden Nächten hörte man im Dorf das Schluchzen des verstorbenen Bauern im Keller seines Hauses. Erst als man die Zwetschgenbäume des Unglücklichen fällte, fand der Geist Ruhe.

## Wirtschaft
2023 gab es 437 sozialversicherungspflichtig Beschäftigte am Arbeitsort, 1170 sozialversicherungspflichtig Beschäftigte am Wohnort und 31 Arbeitslose. Im verarbeitenden Gewerbe einschließlich Bergbau und Gewinnung von Steinen und Erden gab es keinen Betrieb, im Bauhauptgewerbe vier Betriebe. Im Jahr 2020 gab es 16 landwirtschaftliche Betriebe mit einer landwirtschaftlich genutzten Fläche von 274 Hektar.
Albertshofen ist eines der bedeutendsten Gemüse-Anbaugebiete Bayerns. Außerdem gibt es die Weinlage Herrgottsweg. Die Vermarktung des Gemüses erfolgt zum großen Teil über die Gartenbau-Zentrale Main-Donau.

### Weinbau
Albertshofen ist heute Weinbauort im Anbaugebiet Franken. Eine Weinlage existiert um das Dorf, der Wein wird seit den 1970er Jahren unter dem Namen Albertshöfer Herrgottsweg vermarktet. Albertshofen ist Teil des Bereichs MainSüden, bis 2017 waren die Winzer im Bereich Maindreieck zusammengefasst. Die Muschelkalkböden mit einer Flusssandauflage um Albertshofen eignen sich ebenso für den Anbau von Wein, wie die Lage in der Maingauklimazone, die zu den wärmsten Deutschlands gehört. 
Bereits seit dem Frühmittelalter betreiben die Menschen um Albertshofen Weinbau. Die fränkischen Siedler brachten wohl im 7. Jahrhundert die Rebe mit an den Main. Im Mittelalter gehörte die Region zum größten zusammenhängenden Weinbaugebiet im Heiligen Römischen Reich. Die Menschen betrieben zumeist Nebenerwerbsweinbau zur Selbstversorgung, gleichzeitig bildeten sich bereits Exportzentren insbesondere entlang des Maines heraus. Albertshofen blieb bis ins 19. Jahrhundert eine reine Weinbaugemeinde.
Der Weinbau erlebte nach der Säkularisation zu Beginn des 19. Jahrhunderts einen umfassenden Niedergang. Vor allem klimatisch weniger begünstige Lagen gab man vollständig auf. Zusätzlich erschwerte das Aufkommen von Schädlingen wie der Reblaus den Anbau. In Albertshofen ging man schließlich zum Gemüseanbau über, der Weinbau verlor seine beherrschende, wirtschaftliche Position. Konsolidieren konnte sich die Weinbauregion Franken erst wieder in der zweiten Hälfte des 20. Jahrhunderts. Der Einsatz von Düngern und verbesserte Anbaumethoden hatten dazu ebenso beigetragen wie die Organisation in Genossenschaften und die Flurbereinigung der 1970er Jahre.
Die jahrhundertealte Weinkultur des Dorfes wird heute durch mehrere Weingüter im Ort repräsentiert. Mittelpunkt des Festkalenders ist das Albertshöfer Weinfest, das jährlich Anfang August stattfindet. Seit den 1980er Jahren wird in Albertshofen eine Weinprinzessin gewählt, die den örtlichen Wein präsentiert.
| Weinlage     | Größe 1993 | Größe 2019 | Himmelsrichtung | Hangneigung | Hauptrebsorten                    | Großlage         |
| ------------ | ---------- | ---------- | --------------- | ----------- | --------------------------------- | ---------------- |
| Herrgottsweg | 15 ha      | 18 ha      | Südwesten       | 10–15 %     | Müller-Thurgau, Silvaner, Bacchus | Kitzinger Hofrat |

## Persönlichkeiten
- Heinrich Christian Beck (1805–1866), Pfarrer, Heimatforscher und Naturforscher
- Friedrich Hiller (1861–1947), Pfarrer und Schriftsteller, Hiller schrieb mehrere Kurzgeschichten über seinen Wirkungsort Albertshofen (unter der Bezeichnung „Sandhoufen“), Straßenname Friedrich-Hiller-Straße
- Hanns Rupp (1898–1971), Mundartdichter und Lehrer, Rupp unterrichtete zeitweise in Albertshofen
- Bernhard Bauknecht (1900–1985), Politiker (CDU) und Bauernfunktionär
- Jakob Fries (1913–1974), SS-Oberscharführer in Konzentrationslagern, der an NS-Gewaltverbrechen beteiligt war
- Arthur Hofmann (auch Artur, 1936–1996), Mundartdichter und Lehrer, Hofmann wurde in Albertshofen geboren
- Theo Michael Schmitt (* 1949), Biologe